# Dioscorea filiformis
Dioscorea filiformis là một loài thực vật có hoa trong họ Dioscoreaceae. Loài này được Blume mô tả khoa học đầu tiên năm 1827.